# Nympholept
Nympholept est un poème symphonique du compositeur britannique Arnold Bax, composé en 1912.

## Contexte
Nympholept voit d'abord le jour au cours de l'été 1912 sous la forme d'un poème pour piano, dédié à Tobias Matthay. Sur l'autographe de l'œuvre, Arnold Bax a écrit : « Le récit raconte comment un promeneur, à l'aube de l'été, dans des bois hantés, a été séduit par les nymphes et, entraîné dans leurs danses brillantes et périlleuses, a été emporté pour toujours dans la vie ensoleillée de la forêt sauvage » (« The tale telleth how one walking at summer dawn in haunted woods was beguiled by the nymphs and meshed in their shining and perilous dances was rapt away forever into the sunlight life of the wildwood »). Bax orchestre l'œuvre en 1915 et la dédie à Constant Lambert, ajoutant en exergue « Enter these enchanted woods/You who dare » (« Entre dans ces bois enchantés/Toi qui ose »), une citation qu'il explique avoir tiré de l'œuvre de George Meredith The Woods of Westermain, ajoutant que le titre est tiré d'Algernon Swinburne,. Le titre est une version anglaise du grec signifiant « attrapé par les nymphes », et, par dérivation donc frénétique ou enchanté. Ce type de paganisme se reflète dans le Prélude à lʼAprès-midi dʼun faune de Stéphane Mallarmé et Claude Debussy ou dans l'évocation contemporaine du monde antique de Maurice Ravel. L'atmosphère est celle de Spring fire et de The Happy Forest. Nympholept a été jouée pour la première fois en concert en 1961, tout comme Spring Fire, qui n'a pas été jouée du vivant de Bax. Écrite pour un grand orchestre, manipulée avec la plus grande habileté, cette musique évocatrice atteint un point culminant d'intensité rhapsodique, avant de retomber dans l'atmosphère doucement lyrique du début.